# ペダル作戦
ペダル作戦（ペダルさくせん、英: Operation Pedal）は、第二次世界大戦後期の1944年6月にイギリス海軍東洋艦隊が実行した、アンダマン諸島の日本軍拠点ポートブレアに対する空襲。
作戦には次の艦艇が参加した。
- フォース60
  - 空母：イラストリアス
  - 戦艦：リシュリュー
  - 巡洋戦艦：レナウン
  - 軽巡洋艦セイロン、ケニア、ナイジェリア、フィービ
  - 駆逐艦8隻

フォース60は6月19日にトリンコマリーを出撃し、6月21日朝にバラクーダとコルセアからなる攻撃隊が、約30分間の攻撃を実施した。艦隊は6月23日に帰投した。
この攻撃は、アンダマン諸島に日本海軍の第12特別根拠地隊が進出して以来、最大の空襲であった。日本側は、6月17日に陸上機による偵察飛行があったこと、シンガポールの陸軍通信部隊が通信解析でイギリス艦隊の行動が活発化しているのを察知していたことから、警戒を厳重にしていた。ただし、当時のアンダマン諸島には航空機は配備されていなかったため、地上の対空砲による応戦のみしか行えなかった。
ペダル作戦でイギリス軍が挙げた戦果は、ポートブレア造船所のわずかな損傷と、大発動艇1隻の損傷、電話線の切断程度にとどまった。飛行場のダミー航空機や偽のレーダーサイトが囮としての役割を十分に果たしており、多数の弾痕が残されていた。日本兵7人が戦死し4人が負傷したほか、現地の民間人7人が死亡、14人が重傷を負った。イギリス側の損害は、バラクーダ1機が撃墜され、乗員3人が捕虜となった。また、コルセア1機が着水したが、その搭乗員は駆逐艦によって救助された。